# 개정면
개정면(開井面)은 대한민국의 전북특별자치도 군산시에 설치된 면이다.

## 개요
개정면은 동북으로 고즈넉한 고봉산과 이어져 있고, 서남으로 평원을 이루는 농·축·산, 원예 복합 영농 지역으로, 시내 근교에 위치하고 있어 농공 기능 개발의 잠재력이 풍부한 곳이다. 이 지역의 명장인 최호 장군의 사당과 발산리 석등, 5층 석탑 등의 보물과 전라북도 문화재 자료를 보유하고 있는 역사와 전통이 살아 숨쉬는 고장이다.

## 연혁
- 조선시대: 임피현 서삼면(西三面), 서사면(西四面)
- 1914.04.01 개정면으로 병합

| 조선총독부령 제111호 |                                                                |               |
| 구 행정구역          | 구 행정구역                                                    | 신 행정구역   |
| 군산부 북면          | 궁을리(弓乙里) 일부                                            | 개정면 조촌리 |
| 임피군 서사면        | 탄동리(蟬洞里), 금성리(錦城里), 경성리(景星里), 조촌리(助村里) | 개정면 조촌리 |
| 임피군 서사면        | 구암리(龜岩里), 마지리(麻旨里), 외산리(外山里)                 | 개정면 구암리 |
| 임피군 서사면        | 아촌리(阿村里), 율북리(栗北里), 동정리(東井里)                 | 개정면 아동리 |
| 임피군 서사면        | 개정리(開井里), 금동리(琴洞里), 달여리(達呂里)                 | 개정면 개정리 |
| 임피군 서삼면        | 하장리(下長里), 장산리(長山里), 발산리(鉢山里)                 | 개정면 발산리 |
| 임피군 서삼면        | 아산리(峨山里), 와동리(瓦洞里)                                 | 개정면 아산리 |
| 임피군 서삼면        | 석흥리(石興里), 흑석리(黑石里), 옥흥리(玉興里)                 | 개정면 옥석리 |
| 임피군 서삼면        | 운회리(雲會里), 송호리(松湖里), 와룡리(臥龍里)                 | 개정면 운회리 |
| 임피군 서삼면        | 장산리(長山里), 능동리(能洞里), 동화리(東禾里), 대봉리(大鳳里) | 개정면 통사리 |
- 1940.11.01 법정9개리에서 조촌 구암리 군산시로 편입
- 1973.07.01 개정리 군산시로 편입
- 1995.01.01 군산시 옥구군 통합으로 군산시 개정면으로 개칭

## 행정 구역
| 법정리 | 한자명 | 행정리 | 비고 |
| ------ | ------ | ------ | ---- |
| 아동리 | 阿東里 |        |      |
| 운회리 | 雲會里 |        |      |
| 아산리 | 峨山里 |        |      |
| 통사리 | 通使里 |        |      |
| 발산리 | 鉢山里 |        |      |
| 옥석리 | 玉石里 |        |      |

## 교육
| 학교명                | 소재지                      | 비고        |
| --------------------- | --------------------------- | ----------- |
| 개정초등학교          | 개정면 동정1길 5 (아동리)   |             |
| 개정초등학교 운회분교 | 개정면 당산1길 20 (운회리)  | 1999년 폐교 |
| 발산초등학교          | 개정면 바르메길 43 (발산리) |             |